# Stibaroptera longipes
Stibaroptera longipes är en insektsart som först beskrevs av Carl August Dohrn 1892.  Stibaroptera longipes ingår i släktet Stibaroptera och familjen vårtbitare. Inga underarter finns listade i Catalogue of Life.